# 能登島町

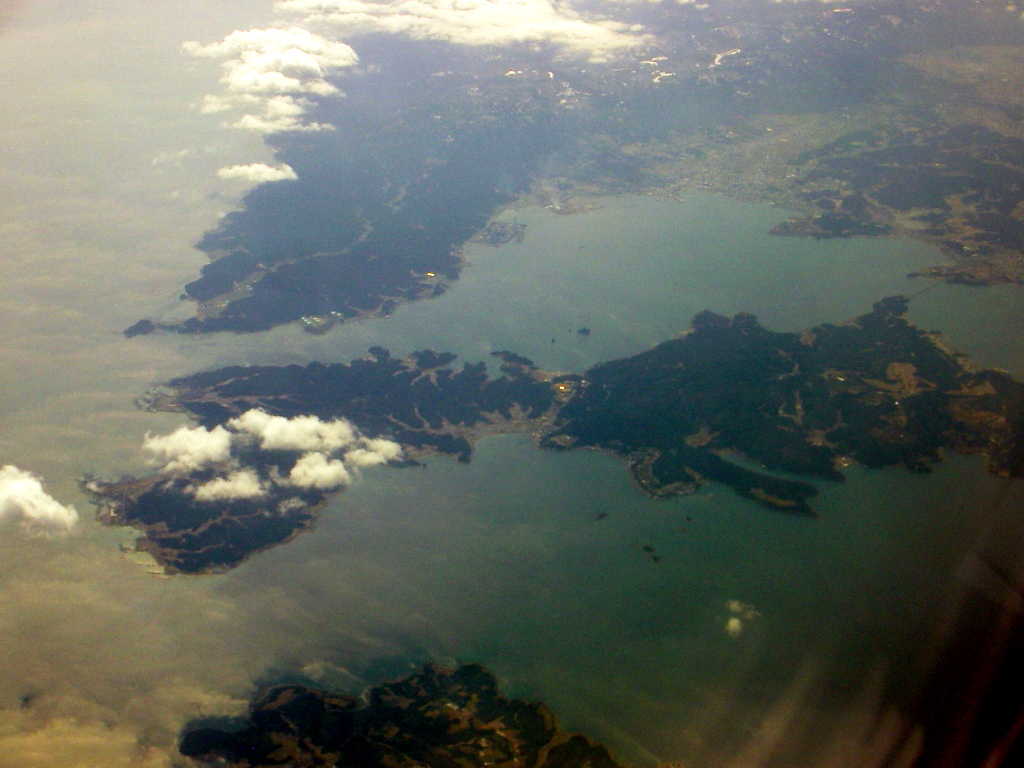
能登島

能登島町（のとじままち）は、石川県の七尾湾に浮かぶ能登島にあった町。鹿島郡に属した。
2004年（平成16年）10月1日に七尾市、中島町、田鶴浜町との市町村合併により新たな七尾市が発足し、能登島町は廃止された。現在は七尾市能登島地区となっている。

## 地理
七尾湾に浮かぶ能登島を能登島町の区域としていた。
- 山：四村塚山

## 歴史
- 1955年（昭和30年）2月1日 - 鹿島郡東島村、中乃島村及び西島村を廃し、その区域をもって鹿島郡能登島町を設置する。
- 2004年（平成16年）10月1日 - 七尾市、鹿島郡田鶴浜町、中島町及び能登島町を廃し、その区域をもって七尾市を設置する。

## 行政

### 町長
| 代 | 人 | 氏名       | 就任                      | 退任                      | 備考  |
| -- | -- | ---------- | ------------------------- | ------------------------- | ----- |
|    |    | 浅井恒次郎 | 1955年（昭和30年）2月1日  | 1955年（昭和30年）3月17日 | [ 1 ] |
| 1  | 1  | 前憲正     | 1955年（昭和30年）3月18日 | 1959年（昭和34年）3月17日 |       |
| 2  | 2  | 石橋吉雄   | 1959年（昭和34年）3月18日 | 1963年（昭和38年）3月17日 |       |
|    |    | 藤波迣     | 1963年（昭和38年）3月18日 | 1963年（昭和38年）4月30日 | [ 2 ] |
| 3  |    | 石橋吉雄   | 1963年（昭和38年）4月30日 | 1967年（昭和42年）4月29日 |       |
| 4  | 3  | 平野平一   | 1967年（昭和42年）4月30日 | 1971年（昭和46年）4月29日 |       |
| 5  | 4  | 平山俊一   | 1971年（昭和46年）4月30日 | 1975年（昭和50年）4月29日 |       |
| 6  | 5  | 坂本評四方 | 1975年（昭和50年）4月30日 | 1979年（昭和54年）4月29日 |       |
| 7  | 5  | 坂本評四方 | 1979年（昭和54年）4月30日 | 1983年（昭和58年）4月29日 |       |
| 8  | 5  | 坂本評四方 | 1983年（昭和58年）4月30日 | 1987年（昭和62年）4月29日 |       |
| 9  | 5  | 坂本評四方 | 1987年（昭和62年）4月30日 | 1991年（平成3年）4月29日  |       |
| 10 | 5  | 坂本評四方 | 1991年（平成3年）4月30日  | 1992年（平成4年）3月30日  | [ 3 ] |
|    |    | 川田惣次郎 | 1992年（平成4年）3月31日  | 1992年（平成4年）4月4日   | [ 4 ] |
|    |    | 寺岡秀生   | 1992年（平成4年）4月5日   | 1992年（平成4年）5月9日   | [ 5 ] |
| 11 | 6  | 高瀬義則   | 1992年（平成4年）5月10日  | 1996年（平成8年）5月9日   |       |
| 12 | 6  | 高瀬義則   | 1996年（平成8年）5月10日  | 2000年（平成12年）5月9日  |       |
| 13 | 6  | 高瀬義則   | 2000年（平成12年）5月10日 | 2004年（平成16年）5月9日  |       |
| 14 | 6  | 高瀬義則   | 2004年（平成16年）5月10日 | 2004年（平成16年）9月30日 |       |

- 町長 - 高瀬 義則（たかせ・よしのり）

## 姉妹都市・提携都市

### 国内
- 広神村（新潟県北魚沼郡）

## 地域

### 教育
- 能登島町立能登島中学校（2012年廃校、七尾市立香島中学校と統合し七尾市立能登香島中学校として開校[6]）
- 能登島町立能登島小学校

## 交通
本州とは中能登農道橋（ツインブリッジのと）と能登島大橋の二つの橋で結ばれている。

### 道路
- 主要地方道
  - 石川県道47号七尾能登島公園線
- 一般県道
  - 石川県道257号田尻祖母浦半浦線
  - 石川県道258号野崎向田線
- 道の駅
  - のとじま

## 出身者
- 藤井優志 - プロ野球選手